# Lusodescendente
Lusodescendente é aquele que possui ascendência portuguesa cujos antepassados emigraram para outro país.